# Karl Kellner (Lehrer)
Karl Kellner (* 17. März 1890 in Küllstedt; † 11. September 1965 in Karlsruhe) war ein Lehrer und Heimatforscher in Oschersleben.

## Leben
Bis 1911 besuchte Kellner das Lehrerseminar in Duderstadt und erhielt ein Jahr später eine Anstellung an der katholischen Volksschule in Oschersleben. Nach seiner Rückkehr aus dem Kriegsdienst im Ersten Weltkrieg widmete er sich intensiv der Erforschung und Aufarbeitung der Geschichte von Oschersleben. Er veröffentlichte darüber Bücher, Schriften und Zeitungsartikel. Auch komponierte er ein Lied über die Stadt Oschersleben und deren Umgebung. Zusätzlich übernahm er das Amt des Kreispflegers für Bodenfunde im Landkreis Oschersleben (Bode) und beaufsichtigte die Bergung archäologischer Funde. 1925 schuf er dafür in seiner Wohnung eine erste Unterbringungsmöglichkeit. Drei Jahre später gründete Kellner mit Hilfe der Willy-Lohse-Stiftung ein Heimatmuseum in Oschersleben.
Von 1933 bis 1945 war er auch Stadtrat in Oschersleben.
In den folgenden Jahren übernahm Kellner auch die Aufgaben als Vertrauensmann für Denkmalspflege, Beauftragter für staatliche Archivpflege und Kreisbeauftragter für Naturschutz. Als 1961 das von ihm gegründete Heimatmuseum aufgelöst wurde, verließ Kellner nach seiner Pensionierung 1962 die Stadt.

## Veröffentlichungen
- Schriftenreihe Heimat-Bilder aus dem Bodeland (1924–1926)
- Traute Heimat (1926)
- Sagen aus dem Kreis Oschersleben
- Chronik von Oschersleben (1928)
- Börde und Bodeland, Monatsschrift für Heimatpflege (1930–1931)
- Bomben und Granaten auf Oschersleben (Erlebnisbericht). Zwischen Bode und Lappwald. Heimatzeitschrift für den Kreis Oschersleben. 2, Februar 1957. S. 21–26.